# Däniken
Däniken é uma comuna da Suíça, no Cantão Soleura, com cerca de 2.764 habitantes. Estende-se por uma área de 5,37 km², de densidade populacional de 515 hab/km². Confina com as seguintes comunas: Dulliken, Gretzenbach, Niedergösgen, Obergösgen, Walterswil.
A língua oficial nesta comuna é o Alemão.